# Paul Kohl
Paul Kohl (Wilmersdorf, 12 novembre 1894 – Berlino, 17 dicembre 1959) è stato un ciclista su strada e pistard tedesco. Scalatore (fu soprannominato König der Berge), si aggiudicò il titolo nazionale nel 1924, due edizioni del Rund um Köln, tre del Rund um die Hainleite a Erfurt e una del Rund um Berlin.
Conseguì risultati nelle maggiori corse tedesche della sua epoca; salì in più occasioni sul podio dei campionati nazionali (oltre al successo del 1924 fu secondo nel 1921 e terzo sia nel 1923 che nel 1925). Concluse al secondo posto il Giro di Germania 1922 finendo a soli 22" dal vincitore della competizione Adolf Huschke.

## Palmarès
- 1913 (Individuale, una vittoria)

Rund um Berlin dilettanti
- 1920 (Individuale, una vittoria)

Großer Sachsenpreis
- 1921 (Individuale, una vittoria)

Großer Sachsenpreis
- 1922 (Continental, due vittorie)

Großer Sachsenpreis
Rund um die Hainleite
- 1923 (Individuale, una vittoria)

2ª tappa Monaco di Baviera-Berlino (Pößneck > Berlino)
Classifica generale Monaco di Baviera-Berlino
- 1924 (Individuale, sette vittorie)

Rund um Köln
Rund um Berlin
Rund um Spessart und Rhon
Großer Sachsenpreis
Rund um Frankfurt am Main
2ª tappa Zurigo-Berlino (Augusta > Pößneck)
Campionati tedeschi, Prova in linea
- 1925 (Individuale)

Rund um Köln
Rund um die Hainleite
Rund um den Rheingau - Großer Preis der Opel-Werke
- 1928 (Individuale)

Rund um die Hainleite

### Altri successi
- 1913 (Individuale, una vittoria)

Berlino (criterium)